# سترة التدخين

سترة التدخين هي سترة صالة غير رسمية للرجال، مصممة في الأصل لأجل تدخين التبغ. تم تصميمها في خمسينيات القرن التاسع عشر. وتتكون سترة التدخين التقليدية من ياقة وشاح، وكُفّات قابلة للطي، ويتم إغلاقها إما بوساطة أزرار أو إبزيم أو حزام ربط. وتُصنَع عادة من المخمل أو الحرير.
عرفت مجلة (The Gentleman's Magazine) في لندن، إنجلترا سترة التدخين على أنها "نوع من الرداء القصير المصنوع من المخمل، أو الكشمير، أو النسيج الفخم، أو صوف المرينو، أو من القماش الناعم المطبوع. وتكون مبطنة بألوان زاهية ومزركشة".
تطورت سترة التدخين في وقت لاحق لتصبح سترة عشاء، وهي بشكل أساسي معطف رسمي بدون ذيول؛ كما المثال الذي وضعه أمير ويلز إدوارد (لاحقًا الملك إدوارد السابع) في عام 1865. حافظت سترة التدخين على شكلها الأصلي، وتم ارتداؤها عادة عند تدخين الغليون والسيجار.

## أصل الكلمة
تمت تسمية سترة التدخين بهذا الاسم لارتباطها بتدخين التبغ.
كشبه نظير، واصل الاسم في اشتقاق سترة العشاء بعدة لغات غير الإنجليزية. ويشير الاسم إلى سترة العشاء أو سترة البدلة الرسمية في اللغات التالية: البلغارية والكاتالونية والتشيكية والدانمركية والهولندية والإستونية والفرنسية والألمانية واليونانية والعبرية والمجرية والأيسلندية والإيطالية والليتوانية والبولندية والبرتغالية والرومانية والروسية والإسبانية والسويدية والتركية وغيرها من اللغات الأوروبية.

## التاريخ
في القرن السابع عشر، بدأت البضائع تتدفق إلى أوروبا من آسيا والأمريكتين، حيث جلبت التوابل والتبغ والقهوة والحرير.
أصبح من الموضة أن يتم تصوير المرء في الصورة وهو يرتدي رداء من الحرير أو ثوب المنزل. وواحدة من أول الإشارات إلى هذا الرداء تأتي من صموئيل بيبس؛ الذي تمنى أن يظهر في صورته مرتديًا ثوبًا حريريًا ولكنه لم يتمكن من شراءه؛ لذا استأجر واحدًا.
في القرن الثامن عشر، أشار السادة غالبًا إلى موضة معينة من "رداء الليل" الذي يُدعى (بنيان)، رداء بطول الركبة، تصميمه مريح أكثر من تصميم جوستاكوربس؛ الذي أصبحت ياقات الشال عليه سائدة. وقريبًا تطورت سترة التدخين القصيرة من هذا الثوب الحريري. العديد من الرجال كانوا يرتدون ردائهم هذا أثناء التدخين على انفراد؛ لحماية ملابسهم. وكان هذا النوع من الرداء بمثابة حاجز ضد الرماد والدخان، بل وأيضًا سمح لهم بعرض ثياب أخرى من مجموعتهم.

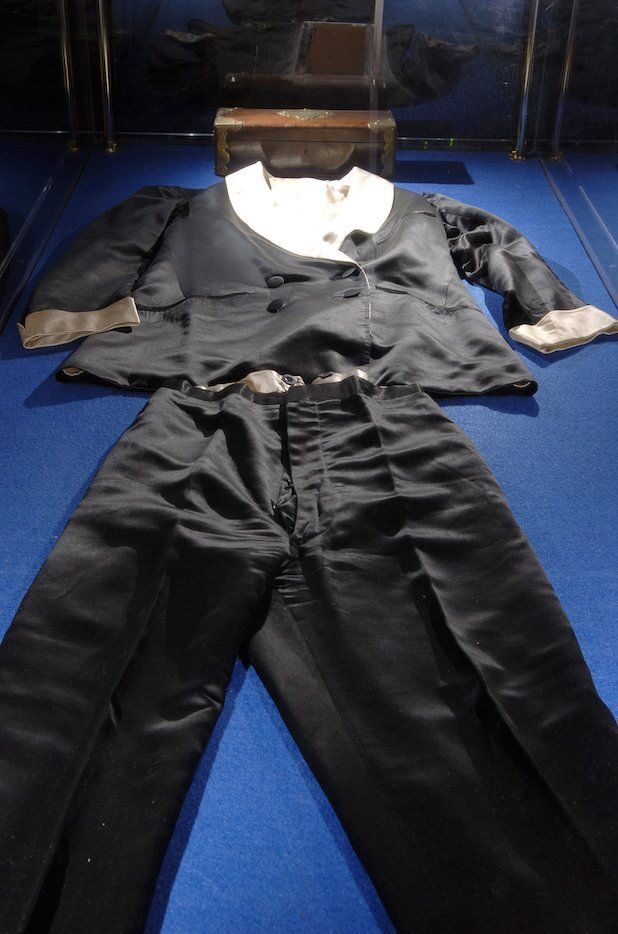
بدلة تدخين حريرية بياقة شال وواجهات ذهبية من عام 1912.

اكتسب التدخين شعبية كبيرة عندما أدت حرب القرم في خمسينيات القرن التاسع عشر إلى انتشار التبغ التركي في بريطانيا. بعد العشاء، يمكن للرجل أن يرتدي سترة التدخين ويدلف إلى غرفة التدخين. والهدف من السترة كان امتصاص الدخان المنبعث من سيجاره أو غليونه وحماية ثيابه من الرماد المتناثر.
ظلت سترة التدخين شائعة حتى القرن العشرين. وذكرت مقالة افتتاحية في صحيفة واشنطن بوست عام 1902 أن سترة التدخين كانت "مرادفة للراحة"، بينما رأت صحيفة بنسلفانيا في عام 1908 أنه سيكون "أقل ما يقال أن معطف المنزل الجديد أو سترة التدخين ستمنح أي رجل سببًا للابتهاج". ولأنها مريحة، تم ارتدائها من قبل الرجال كملابس للاستجمام ووقت الفراغ بعيدًا عن التدخين. ومن بين مرتدين السترة المشهورين فريد أستير (الذي دُفن في سترة التدخين)، وكاري غرانت، ودين مارتن، وجون بيرتوي، وفرانك سيناترا.

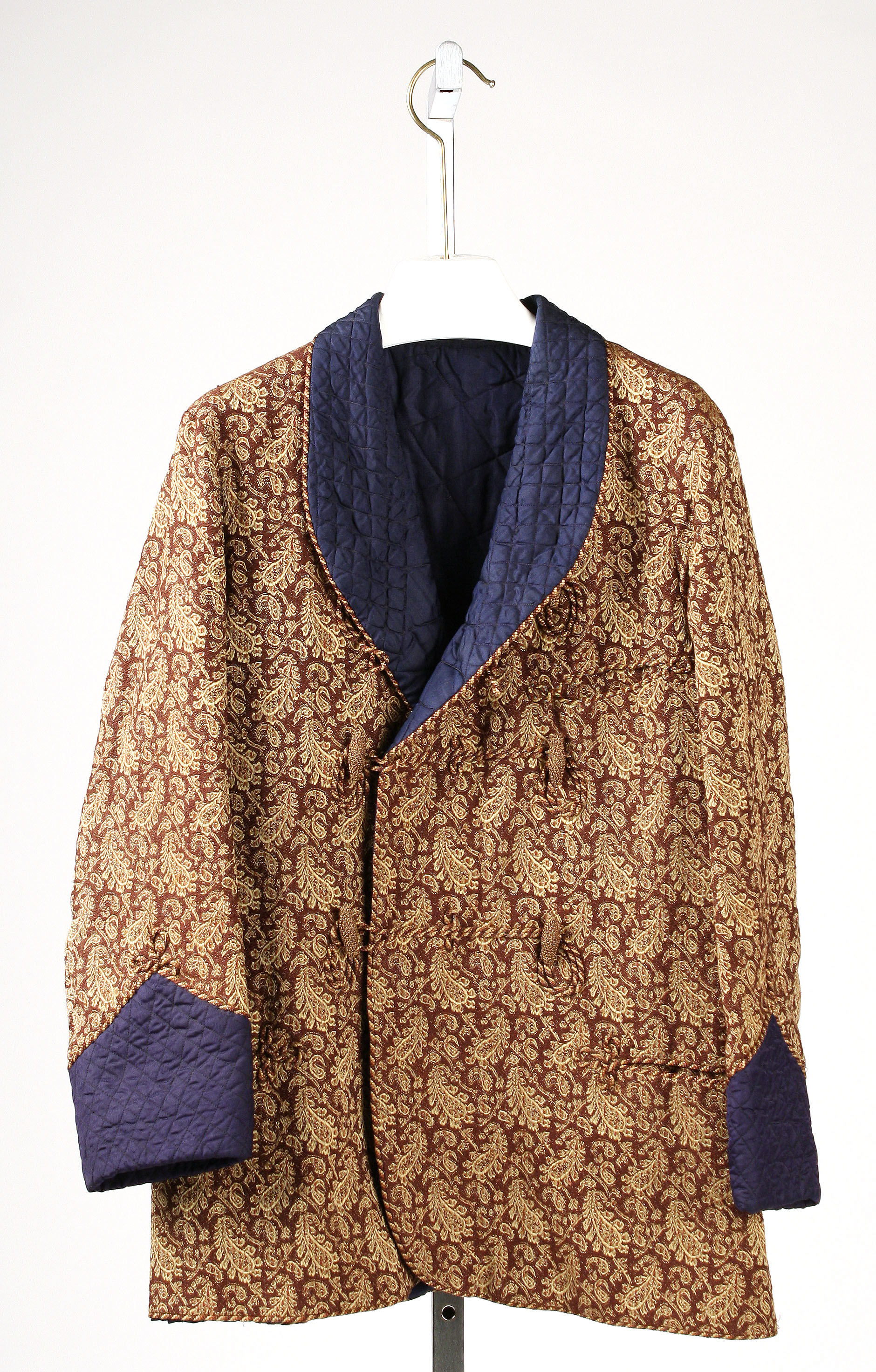
سترة تدخين من ستينيات القرن التاسع عشر معروضة في متحف متروبوليتان للفنون، مدينة نيويورك، الولايات المتحدة.

بينما تراجعت شعبية سترات التدخين منذ منتصف القرن العشرين، إلا أن أقلية من مرتديها استمروا في ارتداءها؛ وكان ناشر مجلة بلاي بوي هيو هيفنر مثالًا ملحوظ.  
ذكرت مجلة سيجار أفيشينادو (Cigar Aficionado) في عددها الصادر في يناير/فبراير عام 1999 أن الأن الوقت قد حان لإرجاع سترة التدخين، باعتبارها ربما "نوعًا بديًلا من الثياب الرسمية".